# Goszczyno (powiat słupski)
Goszczyno (kaszb. Gòszczëno, niem. Goschen) – osada w Polsce położona w województwie pomorskim, w powiecie słupskim, w gminie Dębnica Kaszubska, na obszarze Parku Krajobrazowego „Dolina Słupi”. Miejscowość wchodzi w skład sołectwa Motarzyno.

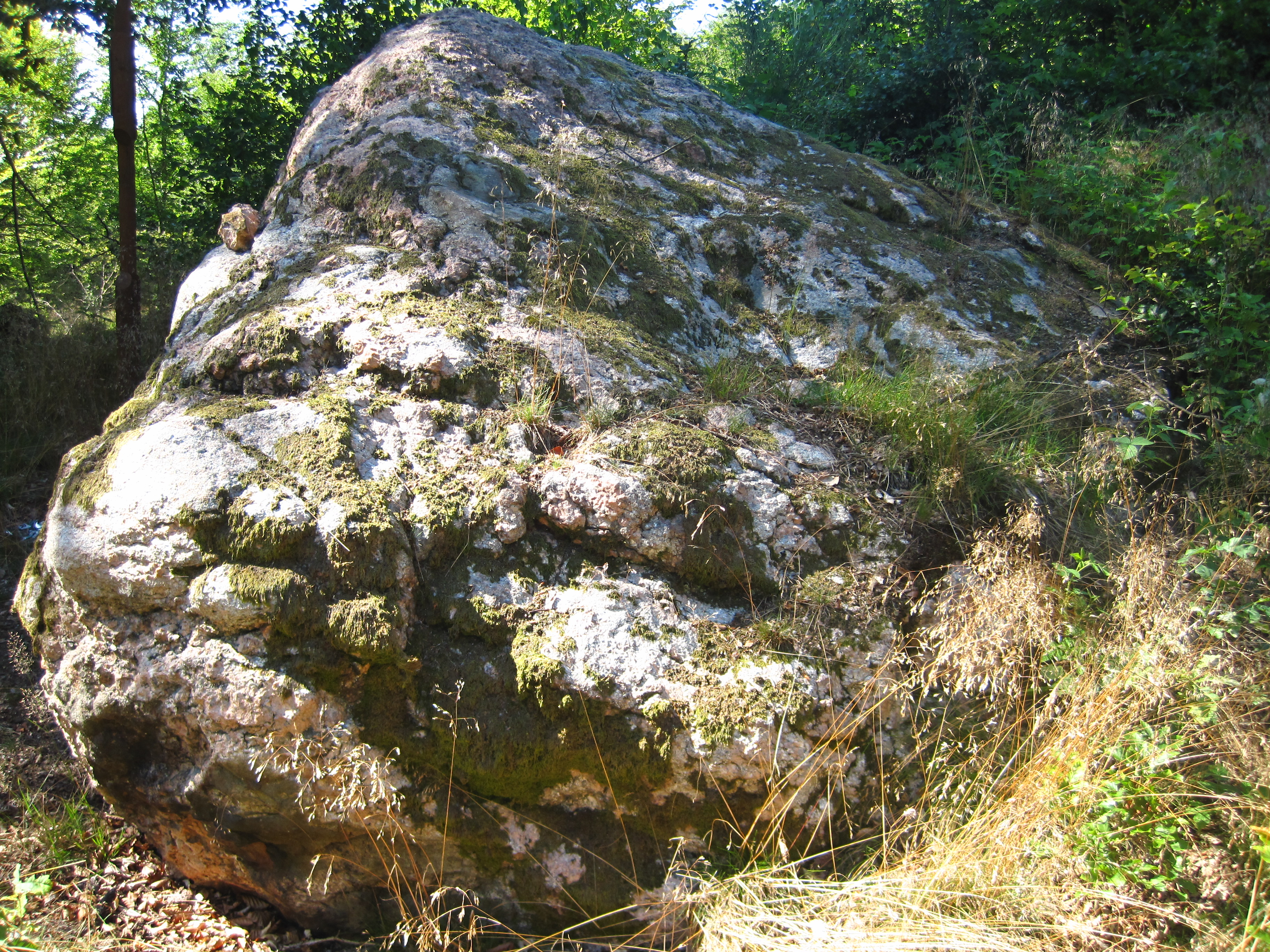
Głaz narzutowy „Smocze jajo” leżący nieopodal osady

W odległości około 1,2 km na południowy wschód od zabudowań osady znajduje się głaz narzutowy zwany „Smoczym jajem”.
Na 30 czerwca 2018 liczba mieszkańców wynosiła 46 osób. Według stanu na 30 września 2013 w osadzie mieszkały trzy osoby więcej.
W latach 1975–1998 miejscowość administracyjnie należała do województwa słupskiego.
Goszczyno, co się tyczy edukacji dzieci na poziomie podstawowym, znajduje się w granicach obwodu Szkoły Podstawowej im. Leśników Polskich w Motarzynie (stan na 2020).

## Nazwa
Nazwa miejscowości ma pochodzenie słowiańskie i charakter dzierżawczy. Powstała przez dodanie do nazwy osobowej Gost ║ Goszcz formantu -ino. Niemiecka nazwa Goschen jest adaptacją fonetyczną pierwotnej nazwy słowiańskiej.
Polska nazwa Goszczyno została nadana 1 czerwca 1948 zgodnie z Rozporządzeniem Ministrów Administracji Publicznej i Ziem Odzyskanych o przywróceniu i ustaleniu urzędowych nazw miejscowości, zastępując niemieckie Goschen.
Rada Języka Kaszubskiego proponuje kaszubską formę nazwy Gòszczëno.

## Cmentarz
W Goszczynie znajduje się nieczynny cmentarz położony na wschód od zabudowań osady. Został założony na planie wydłużonego prostokąta. Jest wydzielony z otoczenia nasadzeniami świerkowymi. Pierwotnie ułożony był bardziej prostopadle w stosunku do przebiegającej obok niego drogi. W późniejszych latach przebieg drogi się zmienił, a cmentarz obecnie usytuowany jest równolegle do niej. Zachowało się niewiele z wyposażenia cmentarza. Przetrwał między innymi granitowy postument z fragmentem żeliwnego krzyża.

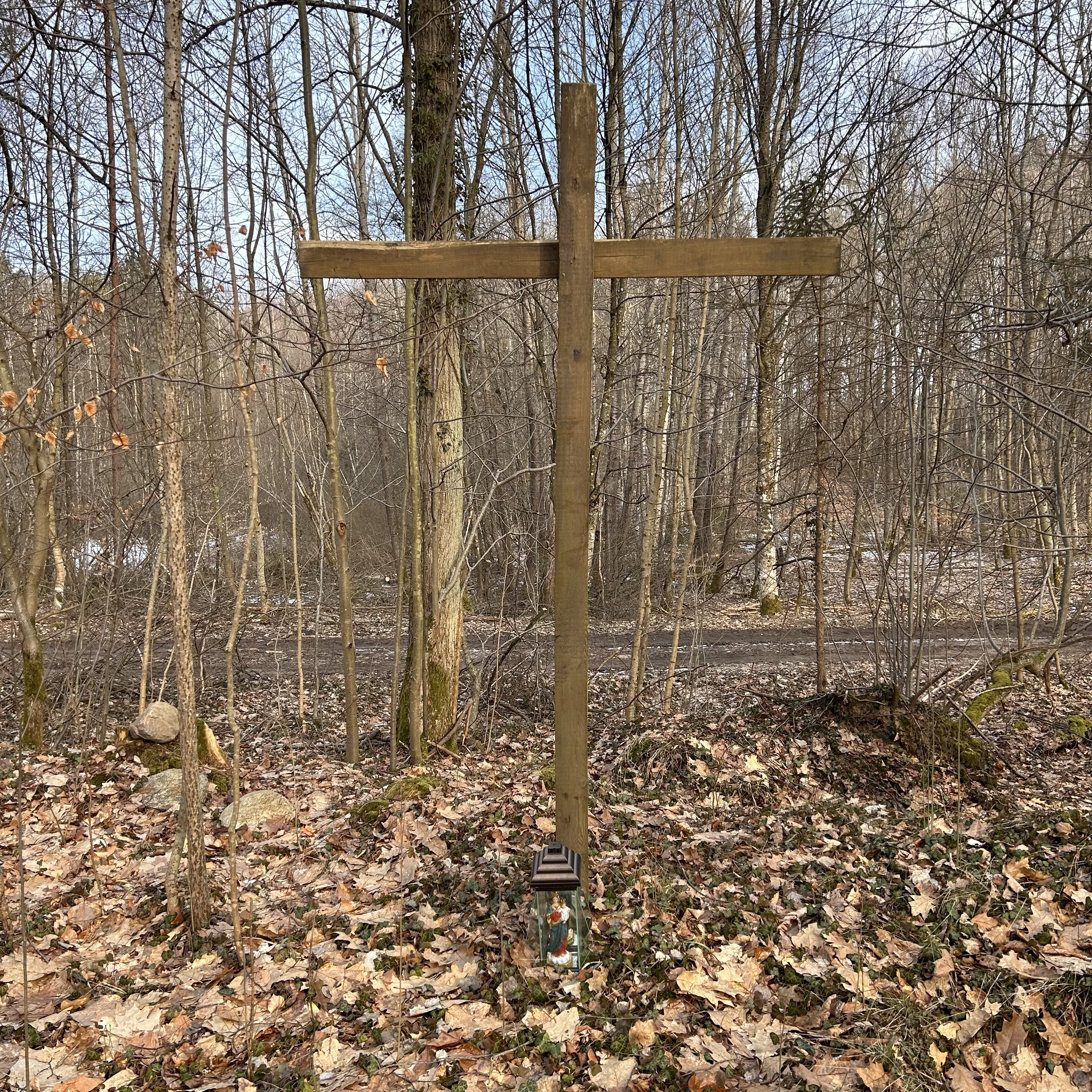
Drewniany krzyż na cmentarzu ewangelickim w Goszczynie
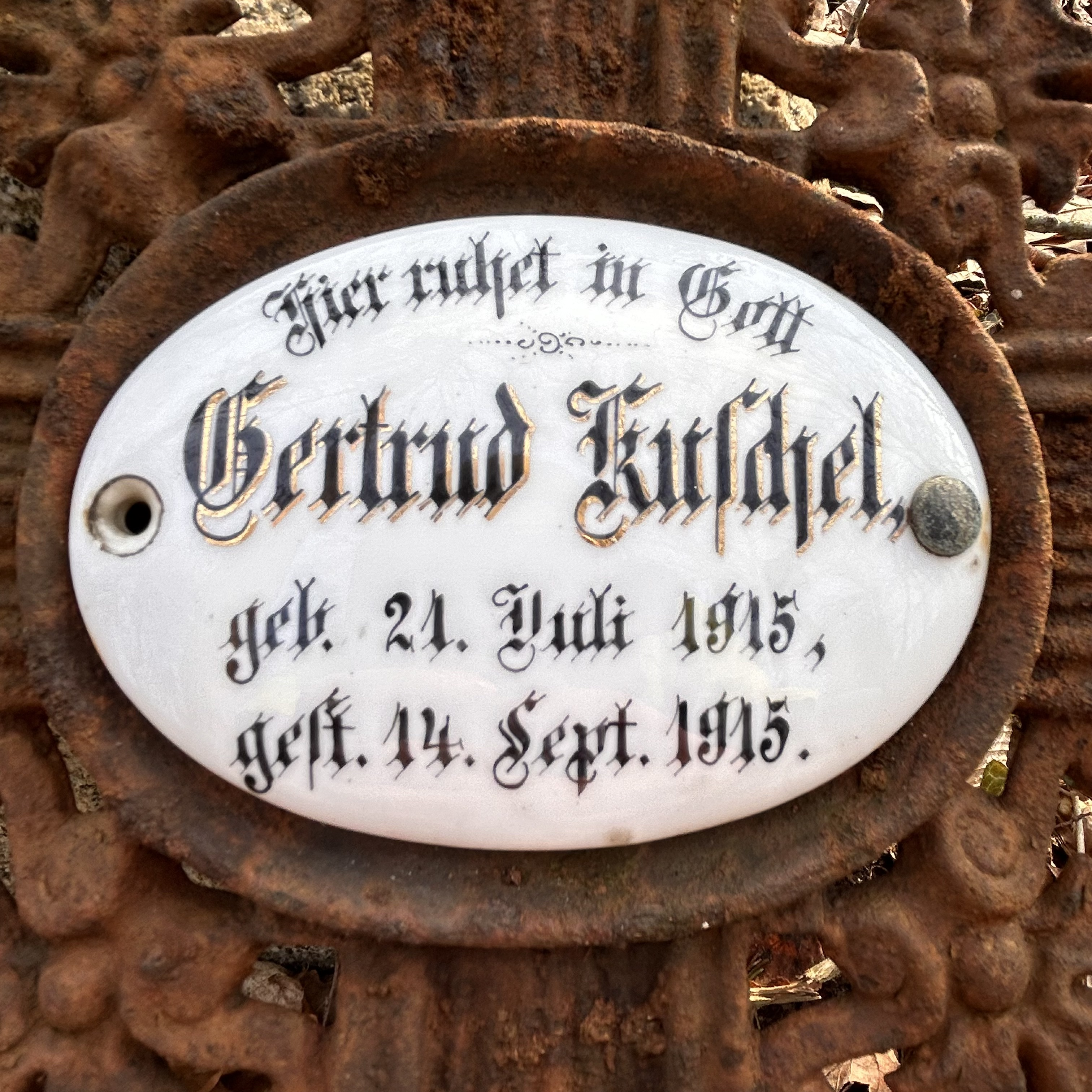
Porcelanowa tabliczka inskrypcyjna na ażurowym krzyżu żeliwnym upamiętniająca Getrud Kuschel (ur. 21 lipca 1915, zm. 14 września 1915); cmentarz ewangelicki w Goszczynie
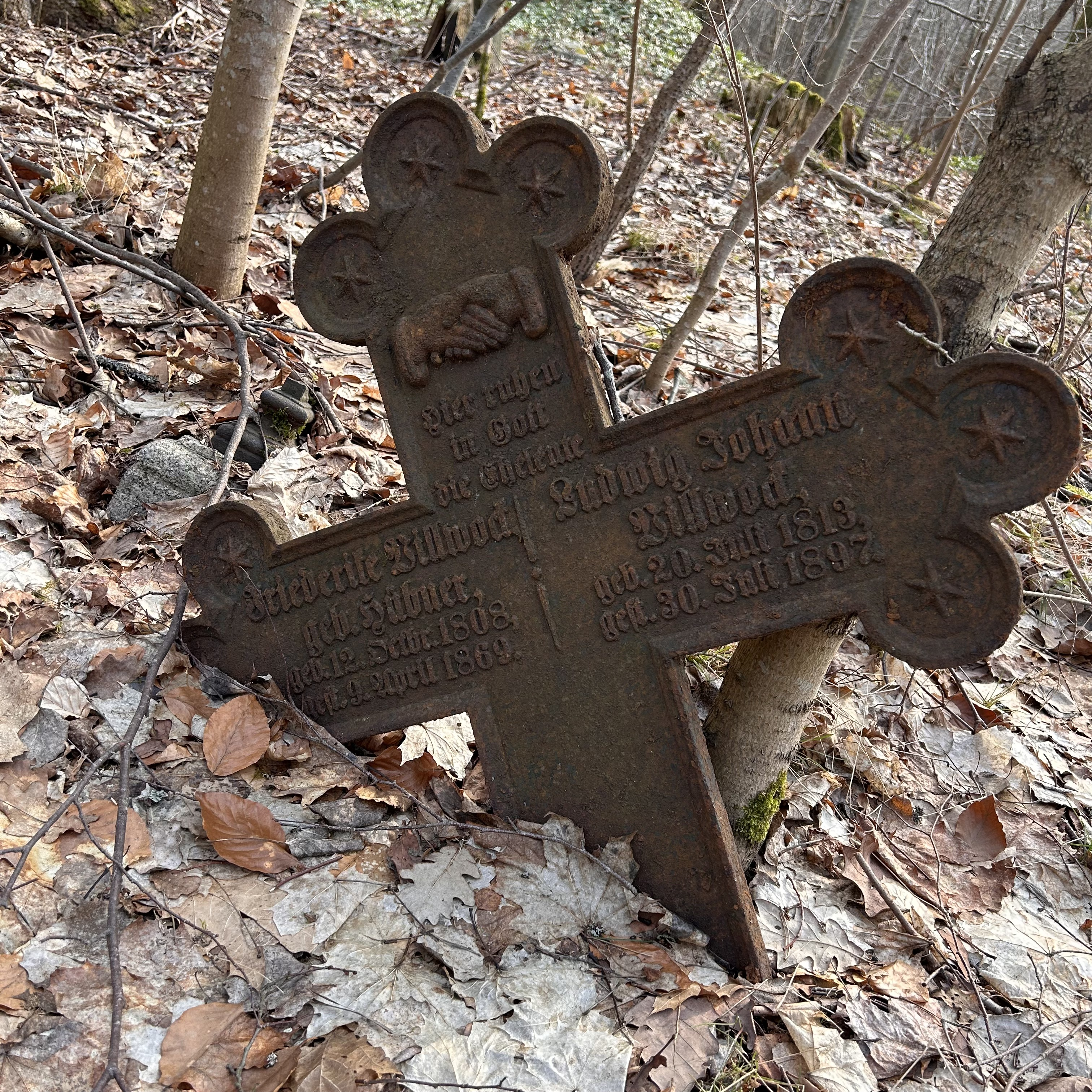
Fragment żeliwnego krzyża upamiętniający małżeństwo: Ludwig Johann Villwock (ur. 20 lipca 1813, zm. 30 lipca 1897) oraz Friederike Villwock z domu Hübner (ur. 12 października 1808, zm. 9 kwietnia 1869); cmentarz ewangelicki w Goszczynie
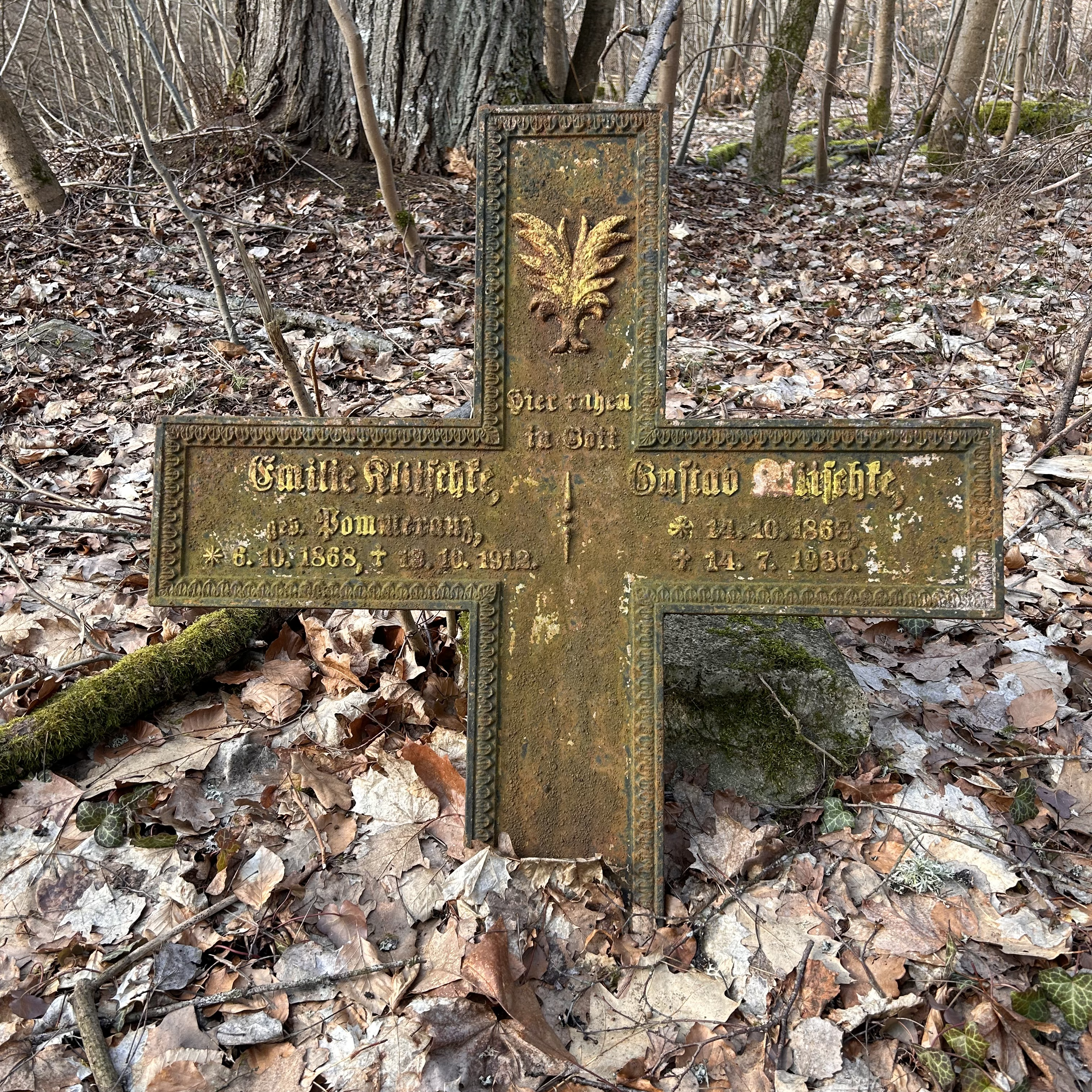
Fragment żeliwnego krzyża upamiętniający małżeństwo: Emilie Klitschke z domu Pommeranz (ur. 6 października 1868, zm. 13 października 1912) oraz Gustav Klitschke (ur. 14 października 1868, zm. 14 lipca 1936); cmentarz ewangelicki w Goszczynie
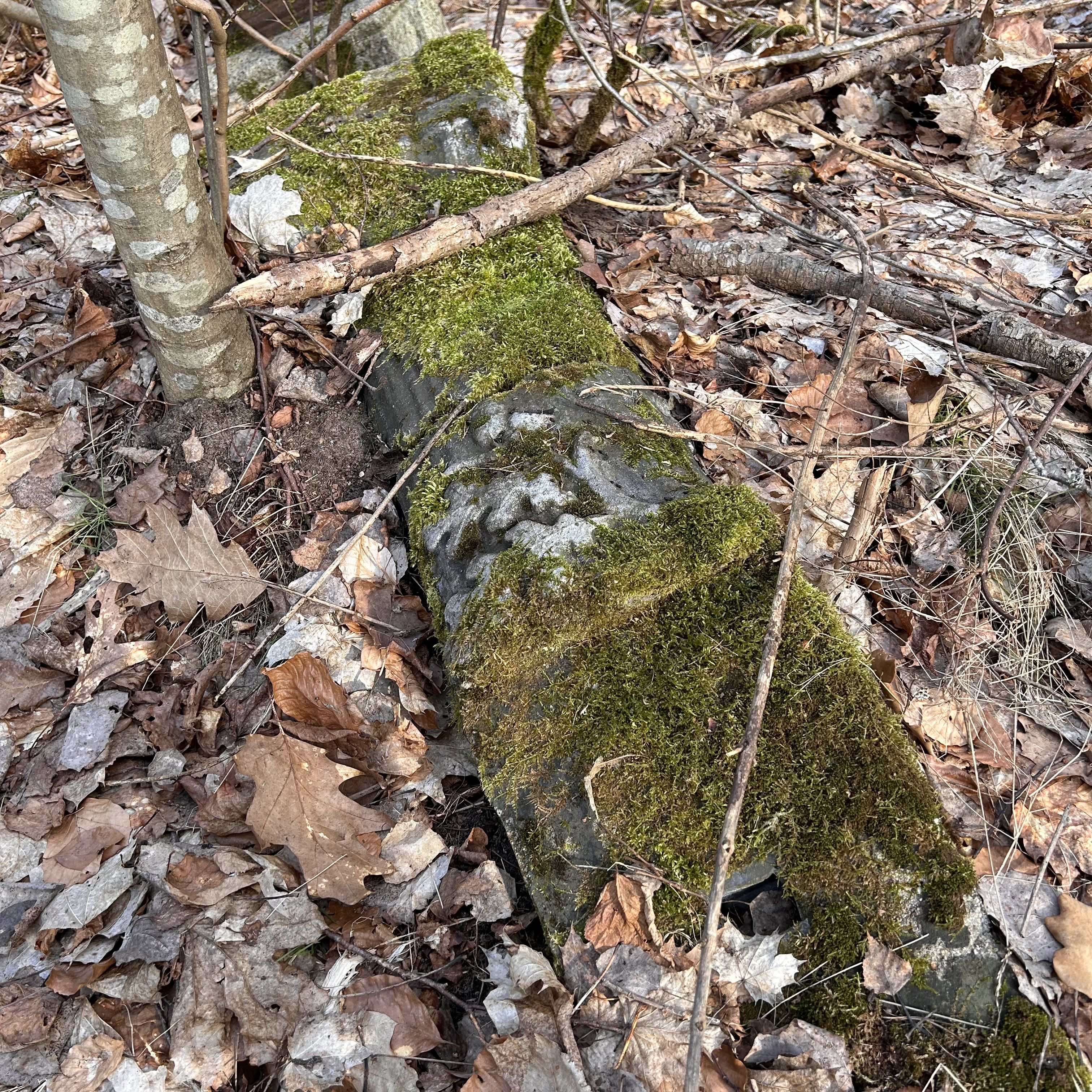
Nagrobek w kształcie pnia drewna z motywami roślinnymi bez tablicy inskrypcyjnej na cmentarzu ewangelickim w Goszczynie